# William Reeves (Informatiker)

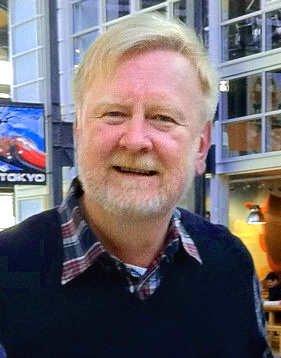
William Reeves (2011)

William Thomas Reeves (* 19. Juli 1951 in Toronto, Kanada) ist ein kanadischer Informatiker, der zu bedeutenden Entwicklungen in der Computergrafik und -animation beigetragen hat. Er ist dreifacher Oscar-Preisträger.

## Leben
Reeves studierte bis 1974 an der University of Waterloo Mathematik und schloss sein Studium mit einem Bachelor ab. Es folgte bis 1976 ein Master-Studium in Informatik an der Universität Toronto und schließlich an der gleichen Universität seine Dissertation, die er 1980 erfolgreich verteidigte. In seiner Master-Arbeit hatte sich Reeves mit der Implementierung von interaktiven Computergrafiken in Kleincomputer befasst; seine Doktorarbeit trug den Titel Quantitative representations of complex dynamic shape for motion analysis.
Im Jahr 1980 wurde Reeves von George Lucas an die Abteilung für computergenerierte Spezialeffekte von Industrial Light & Magic geholt, dem zu Lucasfilm gehörenden Studio für Tricktechnik. Er war von 1982 bis 1986 Projektleiter des Modellerstellungs- und Animationsteams. In der Zeit war er unter anderem als Computergrafiker am Star-Wars-Film Die Rückkehr der Jedi-Ritter beteiligt. Seine 1982 entwickelte Bildsynthesetechnik „Particle Systems“ erlaubte die Erzeugung von sehr komplexen und detaillierten Bildern und wurde in der Folge für die computeranimierte Darstellung von Feuer, Gras, Blumen und Bäumen verwendet. Die Funktion erlaubte unter anderem eine Explosionsszene in Die Rückkehr der Jedi-Ritter sowie die Animation von Tausenden Bäumen in The Adventures of André and Wally B. Für die Entwicklung von Particle Systems erhielt Reeves 1997 den Oscar für Wissenschaft und Entwicklung.
Steve Jobs kaufte die Abteilung 1986 und nannte sie in Pixar um. Reeves war neben Jobs und John Lasseter einer der Gründerväter von Pixar. Hier zeichnete er für zahlreiche Neuerungen verantwortlich. Unter anderem war er einer von vier Technikern, die Pixars proprietäres Animationsprogramm für Modellierung, Animation und Beleuchtung, Marionette, entwickelten, wofür Reeves 1998 mit seinem zweiten Oscar in der Kategorie „Wissenschaft und Entwicklung“ ausgezeichnet wurde. Als technischer Direktor war Reeves an Kurzanimationsfilmen wie Die kleine Lampe beteiligt. Für Tin Toy, den Reeves mit John Lasseter schuf, erhielt er einen Oscar.
Reeves ist verheiratet und hat drei Kinder.

## Filmografie
- 1982: Der Zorn des Khan (Star Trek: The Wrath of Khan)
- 1983: Die Rückkehr der Jedi-Ritter (Star Wars: Episode VI – Return of the Jedi)
- 1984: The Adventures of André and Wally B.
- 1985: Das Geheimnis des verborgenen Tempels (Young Sherlock Holmes)
- 1986: Die kleine Lampe (Luxo Jr.)
- 1987: Reds Traum (Red’s Dream)
- 1988: Tin Toy
- 1995: Toy Story
- 2007: Ratatouille
- 2009: Oben (Up) (global technology engineer)

## Publikationen (Auswahl)
- 1980: Quantitative representations of complex dynamic shape for motion analysis
- 1981: Towards a laboratory instrument for motion analysis
- 1981: Inbetweening for computer animation utilizing moving point constraints
- 1983: Particle Systems – a Technique for Modeling a Class of Fuzzy Objects
- 1983: The simulation of natural phenomena (Panel Session)
- 1985: Approximate and probabilistic algorithms for shading and rendering structured particle systems
- 1986: A simple model of ocean waves
- 1987: Rendering antialiased shadows with depth maps
- 1988: Approximate and probabilistic algorithms for shading and rendering structured particle systems

## Auszeichnungen
- 1987: Oscarnominierung, Bester animierter Kurzfilm, für Die kleine Lampe
- 1987: Silberner Bär, Berlinale 1987, für Die kleine Lampe
- 1987: WAC Award der World Animation Celebration für Die kleine Lampe
- 1989: Oscar, Bester animierter Kurzfilm, für Tin Toy
- 1996: J.W. Graham Medal der University of Waterloo
- 1997: Oscar, Wissenschaft und Entwicklung für die Entwicklung von Particle Systems
- 1997: BAFTA-Nominierung, Beste visuelle Effekte, für Toy Story
- 1998: Oscar, Wissenschaft und Entwicklung, für die Entwicklung von Marionette
- 2010: Ub Iwerks Award for Technical Achievement der Annie Awards